# Kadima-Coran
Kadima-Coran (hebrejsky קדימה-צורן, v oficiálním přepisu do angličtiny Qadima-Zoran, přepisováno též Kadima-Tzoran) je místní rada (menší město) v Izraeli, v Centrálním distriktu. Starostou je Jicchak Golberry.

## Geografie
Leží v nadmořské výšce 51 metrů, cca 26 kilometrů severoseverovýchodně od centra Tel Avivu a cca 8 kilometrů jihovýchodně od města Netanja, v Izraelské pobřežní planině.
Město je součástí hustě zalidněného sídelního pásu, který volně navazuje na metropolitní oblast Tel Avivu (Guš Dan). Okolí Kadima-Coran je prostoupeno rozsáhlými okrsky nezastavěné krajiny s intenzivním zemědělstvím. Osídlení v tomto regionu je v naprosté většině židovské. Město je napojeno na lokální silnice číslo 562 a 553. Západně od obce probíhá severojižní dopravní tah dálnice číslo 4.

## Dějiny
Kadima-Coran vznikla v roce 2003 připojením menší osady Coran k starší a lidnatější obci Kadima.
Kadima byla založena roku 1933 na pozemcích, které pro židovské osadníky získal od arabských vlastníků z nedaleké vesnice Kalansuva sionistický aktivista Jehošu'a Chankin. V říjnu 1932 zveřejnil Chankin provedení majetkového převodu. Jednotliví uchazeči o půdu si pak rozdělili pozemky o ploše 25-30 dunamů. Celkem tu bylo prodáno 190 parcel. Při dokončení pozemkových transakcí prý Chankin říkal: „Pokročili jsme opět kupředu“ (צעדנו עוד צעד אחד קדימה). Podle toho získala nová osada své jméno. Prvními obyvateli byli židovští imigranti z Německa. V roce 1935 tu žilo už 106 lidí (35 rodin), kteří se zabývali zejména pěstováním citrusů. Rozvoj obce se zastavil po roce 1936 kvůli propuknutí arabského povstání. V roce 1945 byla Kadima napojena silnicí na dopravní síť.
Šlo o soukromě hospodařící zemědělskou vesnici (mošava). K roku 1949 dosahovala plocha obce 4338 dunamů (4,338 kilometrů čtverečních). Po roce 1948 přišla vlna přistěhovalců z Iráku a Jemenu, později pak i ze severní Afriky. Roku 1949 tu byl pro ně založen provizorní tábor (Ma'abara), postupně se proměňující v běžnou obytnou čtvrť, která ovšem až do roku 1958 existovala jako formálně samostatná obec. Mezitím v roce 1950 získala Kadima status místní rady. I přes růst obyvatelstva si obec uchovávala částečně agrární charakter. K roku 1959 zde bylo 1300 dunamů citrusových plantáží, 19 mléčných farem a další menší hospodářství. Severovýchodně od obce vznikl les Ja'ir Kadima (יער קדימה). V 70. letech 20. století prožívalo město ekonomický i demografický úpadek. Situace se začala zlepšovat až po roce 1985, kdy byl zahájen plánovitý projekt obnovy. V roce 1996 začala na jihovýchodní straně města výstavba nové čtvrti ha-Šaron ha-Jarok.
Obec Coran (doslova „Křemík“) byla založena roku 1992 cca 3 kilometry severovýchodně od Kadimy jako plánovitě budované rezidenční sídlo pojmenované podle nedaleké lokality Tel Coran (תל צורן). Slavnostní položení základního kamene se odehrálo 14. října 1992. Šlo o součást projektu Jišuvej ha-Kochavim, který spočíval z výstavby několika podobných měst podél pomezí vlastního Izraele a Západního břehu Jordánu. Obyvatelé sem přišli roku 1994. Vzhledem k rychlému růstu byl Coran už roku 1998 povýšen na místní radu. V letech 1998-1999 se v obci odehrávaly spory okolo přílivu ultraortodoxních Židů do této jinak sekulární obce, které skončily zrušením zdejší ultraortodoxní školy.

## Demografie
Kadima-Coran je obcí s převážně sekulární populací. V roce 1998 byla ovšem v Coran založena ultraortodoxní židovská škola Nesivos Moše, která se pak po protestech místních obyvatel přestěhovala do Kadimy. K roku 2000 do ní bylo zapsáno 240 dětí z převážně nábožensky založených rodin a jejich vliv na život ve městě rostl. Kadima prodělávala v 70. a 80. letech demografickou stagnaci, kterou v 90. letech 20. století vystřídal rychlý populační růst.
Nově založená obec Coran pak během necelých 10 let své existence přesáhla hranici 5000 obyvatel. Po sloučení obou obcí jde o středně velké sídlo městského typu se setrvalým růstem. K 31. prosinci 2014 zde žilo 19 600 lidí.
Podle údajů z roku 2009 tvořili naprostou většinu obyvatel Židé – cca 16 400 osob (včetně statistické kategorie "ostatní", která zahrnuje nearabské obyvatele židovského původu ale bez formální příslušnosti k židovskému náboženství, cca 16 800 osob).
| Rok            | 1935 | 1948 | 1949 | 1950  | 1955 | 1961  | 1972  | 1980  | 1983  | 1990  |
| -------------- | ---- | ---- | ---- | ----- | ---- | ----- | ----- | ----- | ----- | ----- |
| Počet obyvatel | 106  | 400  | 220  | 1 300 | 600  | 2 800 | 3 900 | 3 600 | 3 500 | 3 600 |

| Rok            | 1993  | 1994  | 1995  | 1996  | 1997  | 1998  | 1999  | 2000  | 2001  | 2002  |
| -------------- | ----- | ----- | ----- | ----- | ----- | ----- | ----- | ----- | ----- | ----- |
| Počet obyvatel | 4 500 | 4 700 | 5 100 | 5 600 | 6 200 | 7 000 | 7 500 | 8 200 | 8 700 | 9 100 |

| Rok            | 1995  | 1999  | 2000  | 2001  | 2002  |
| -------------- | ----- | ----- | ----- | ----- | ----- |
| Počet obyvatel | 2 600 | 4 900 | 5 200 | 5 500 | 5 700 |

| Rok            | 2003   | 2004   | 2005   | 2006   | 2007   | 2008   | 2009   | 2010   | 2011   | 2012   | 2013   | 2014   |
| -------------- | ------ | ------ | ------ | ------ | ------ | ------ | ------ | ------ | ------ | ------ | ------ | ------ |
| Počet obyvatel | 15 300 | 15 700 | 16 200 | 16 600 | 17 000 | 17 349 | 16 767 | 17 100 | 17 600 | 18 000 | 18 600 | 19 600 |